# Daewoo K4
Daewoo Precision Industries K4 — це скорострільний автоматичний гранатомет калібру 40×53 мм, використовується збройними силами Республіки Корея.
К4 був розроблений як доповнення до підствольного гранатомета К-201 (приєднується до штурмової гвинтівки К2).

## Історія
Daewoo K4 був розроблений 1994 року.

## Конструкція
Гранатомет має вагу 65,9 кг і скорострільність до 325 пострілів на хвилину при дальності стрільби в 1,5 км. При необхідності використання в нічних умовах на ствольній коробці можна встановити приціл нічного бачення KAN/TVS-5.

## Оператори

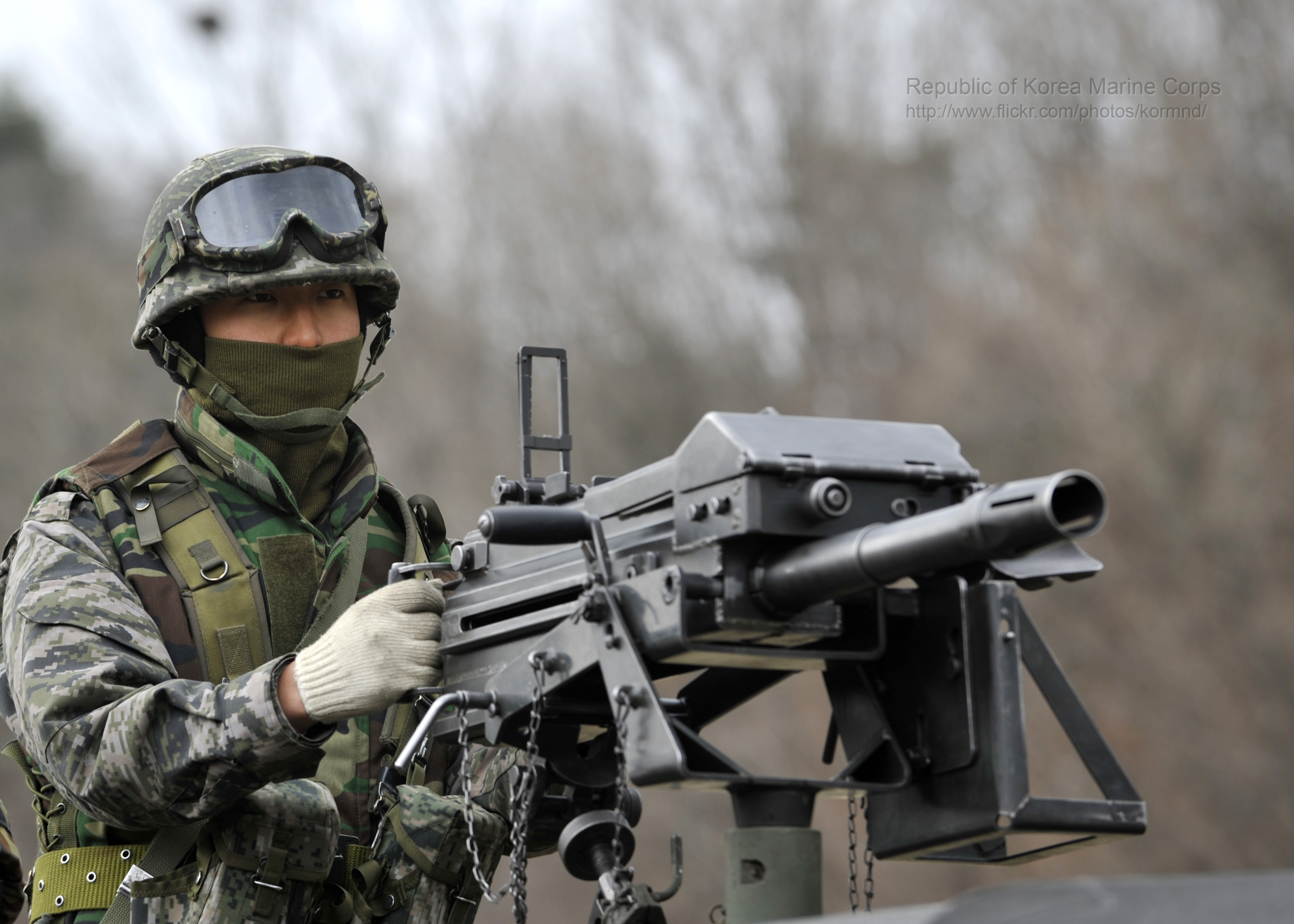
Морський піхотинець з Daewoo K4

- Ірак — було закуплено невелику партію для іракських спецпризначенців[2].
- Лівія — закуплено у 2009 році.
- Мексика — закуповуються з 2011.
- Польща — декілька сотень було закуплено у 2022 році[3].
- Сингапур
- Південна Корея